# Orthogonis stygia
Orthogonis stygia är en tvåvingeart som först beskrevs av Stanley Willard Bromley 1931.  Orthogonis stygia ingår i släktet Orthogonis och familjen rovflugor. Inga underarter finns listade i Catalogue of Life.